# نادي أبطال المسيرة
جمعية أبطال المسيرة الرياضية, جمعية تضم فروع رياضية متعددة مقرها بمدينة العيون جنوب المغرب تأسست سنة 1993 يدريها مكتب مسير يهتم بشؤن تسيير الجمعية.

## فروع الجمعية
- كرة قدم
- الكراطي
- التيكواندو
- الجودو
- الفولكونطاكت
- الكونكفو
- الإيروبيك

والجمعية في طور تأسيس العديد من الفروع الرياضية الجديدة

## وصلات خارجية
- الموقع الرسمي لجمعية أبطال المسيرة الرياضية